# Arnaldo Forlani
Arnaldo Forlani (8. prosince 1925, Pesaro – 6. července 2023, Řím) byl italský křesťanskodemokratický politik. V letech 1980–1981 byl premiérem Itálie. 1968–1969 ministr veřejného sektoru, 1969 a 1983–1987 ministr bez portfeje, 1974–1976 ministr obrany, 1976–1979 ministr zahraničních věcí. V koaliční vládě socialisty Bettina Craxiho byl místopředsedou. Byl představitelem Křesťanskodemokratické strany (Democrazia Cristiana), jejímž předsedou byl v letech 1969–1973 a 1989–1992.
Během svého premiérského mandátu musel čelit korupčnímu skandálu ve vlastní straně, zemětřesení na severu Itálie a nové vlně levicového terorismu. Jeho pád způsobila aféra se zločinnou pseudozednářskou lóží Propaganda Due (P2). Forlani čelil kritice (zejména komunistické), že příliš dlouho otálel se zveřejněním jmen členů této zločinecké organizace. Jeho rezignací skončila dlouhá éra, kdy křeslo premiéra držela výhradně křesťanskodemokratická strana. Z politiky definitivně odešel po tzv. aféře Tangentopoli, v níž měla P2 prsty, a v rámci níž byl Forlani obviněn z toho, že má tajné účty v zahraničí. Tento skandál rozvrátil celou Křesťanskodemokratickou stranu a zničil její téměř půlstoletí trvající dominanci v italském politickém systému.

## Vyznamenání
- velkokříž Řádu prince Jindřicha – Portugalsko, 4. dubna 1967[3]